# Округи Панами

Дистрикти Панами

Панама розділена на 79 дистриктів . Комарка Ґуна-Яла не має дистриктів.
Влада дистриктів має автономію для вирішення питань внутрішнього економічного розвитку, їм також гарантуються самостійні джерела фінансування. Дистрикти управляються радою, що складається з усіх Корреґідоро (обраних представників адміністративно-територіальних одиниць нижчого рівня — Корреґіменто). У разі якщо корреґідор менше п'яти, то відсутні обираються на прямих виборах за пропорційною системою терміном на п'ять років. Рада обирає зі свого складу голову і його заступника. Також на прямих виборах терміном на п'ять років обираються мери і два його заступника, які представляють в раду проект річного бюджету дистрикту і призначають суддів. Скарбник та службовці дистрикту (синдики) призначаються радою.
| Провінції/Камарки | Дистрикти |
| ----------------- | --- |
| Бокас-дель-Торо   | 1. Альміранте 2. Бокас-дель-Торо 3. Чанґінола 4. Чірікі-Ґранде |
| Вераґуас          | 1. Сантьяґо 2. Аталая 3. Калобре 4. Каназас 5. Ла-Меса 6. Лас-Пальмас 7. Маріато 8. Монтіхо 9. Ріо-де-Хесус 10. Сан-Франциско 11. Санта-Фе 12. Сона                    |
| Дар'єн            | 1. Чепіґана 2. Піноґана |
| Ембера-Воунаан    | 1. Кемако 2. Самбу |
| Еррера            | 1. Чітре 2. Лас-Мінас 3. Лос-Посос 4. Оку 5. Паріта 6. Песе 7. Санта-Маріа                                                                                             |
| Західна Панама    | 1. Аррайхан 2. Капіра 3. Чаме 4. Ла-Чоррера 5. Сан-Карлос |
| Кокле             | 1. Пенономе 2. Аґуадулсе 3. Антон 4. Ла-Пінтада 5. Ната 6. Ола |
| Колон             | 1. Колон 2. Чаґрес 3. Доносо 4. Портобело 5. Санта-Ізабел |
| Лос-Сантос        | 1. Лас-Таблас 2. Ґуараре 3. Лос-Сантос 4. Макаракас 5. Педасі 6. Покрі 7. Тоносі                                                                                       |
| Нґобе-Буґле       | 1. Бесіко 2. Канкінту 3. Кусапін 4. Міроно 5. Мюна 6. Ноле Дуйма 7. Нурум 8. Хірондай 9. Санта-Каталіна та Каловебора                                                  |
| Панама            | 1. Панама 2. Бальбоа 3. Чепо 4. Чіман 5. Сан-Міґеліто 6. Табоґа |
| Чирикі            | 1. Давид 2. Аланхе 3. Бару 4. Бокерон 5. Бокете 6. Буґаба 7. Долеґа 8. Ґуалака 9. Ремедіос 10. Ренасім'єнто 11. Сан-Фелікс 12. Сан-Лоренсо 13. Т'єррас-Альтас 14. Толе |